# El saltamartí
El saltamartí és un recull de poemes de Joan Brossa publicat inicialment l'any 1969, del qual se n'han fet reedicions en 1986 (Edicions Proa) i 1999 (Diputació de Barcelona). També va donar nom a una obra de teatre carregada de surrealisme, compromís polític i anticlericalisme, que en el seu moment va restar inèdita, i que no ha pujat als escenaris fins al 2016. A l'obra de Brossa trobem diferents referències a aquest nom. La més popular és aquest poema de l'any 1963:
Saltamartí
Ninot
que porta un 
pes a la base i que,
desviat de la seva posició
vertical, es torna a posar
dret.
El poble.